# Forte Montecchio Nord
Le Forte Montecchio Nord est un fort situé à Colico en Italie près de la frontière avec la Suisse.